# Härlunda distrikt
Härlunda distrikt är ett distrikt i Älmhults kommun och Kronobergs län. Distriktet ligger öster om Älmhult. 

## Tidigare administrativ tillhörighet
Distriktet inrättades 2016 och utgörs av en del av det område Ryds köping omfattade till 1971, den del som före 1958 utgjorde Härlunda socken.
Området motsvarar den omfattning Härlunda församling hade 1999/2000.